# Anthony Pym
Anthony Pym, född 1956 i Perth, Western Australia, är en akademiker som är mest känd för sitt arbete inom översättningsvetenskap.
Pym är för närvarande professor i översättning och interkulturella studier på universitetet Rovira i Virgili i Tarragona i Spanien. Han är även ordförande för European Society for Translation Studies, medlem i ICREA, katalanska institutionen för forskning och avancerade studier, gästforskare på Monterey Institute of International Studies i Monterrey, extern professor på Universitetet i Stellenbosch, och var 2015 Walter Benjamin-gästprofessor på Wiens universitet.

## Biografi
Anthony David Pym fick sin utbildning på Wesley College i Perth i Australien och på University of Western Australia, och tog sin kandidatexamen på Murdoch University 1981. Han fick stipendium av franska staten för att doktorera vid École des Hautes Études en Sciences Sociales, där han disputerade i sociologi 1985. 1983–84 innehade han Frank Knox- posten på Institutionen för jämförande litteratur på Harvard University. 1992–94 var han postdioktoral medarbete vid Göttingens universitet i Tyskland, där han forskade om översättningshistoria, med finansiering av Alexander von Humboldt-stiftelsen. 1994 gav han seminarier om översättningsetik på Collège International de Philosophie i Paris.
Efter flera år som professionell översättare, tidskriftsredaktör och organisatör av kulturella evenemang i Frankrike och Spanien började han undervisa på översättningsinstitutionerna på Universitat Autònoma de Barcelona och universitetet i Las Palmas de Gran Canaria. 1994 kom han till universitetet Rovira i Virgili i Tarragona I Spanien. År 2000 skapade han där forskargruppen för interkulturella studier och masterprogrammet i översättning. 2003 skapade han även en forskarskola i översättning och interkulturella studier. Han har varit gästforskare vid Monterey Institute of International Studies sedan 2006. Han bor numera i byn Calaceite i Spanien.

## Tankar och inflytande
Pym var en av de första inom översättningsvetenskapen som rörde sig bort från studiet av texter och istället studerade översättare som människor.  Han ser också översättning som en form av riskhantering, snarare än som en strävan efter ekvivalens.  Hans hypotes är att översättare kan vara medlemmar i professionella interkulturer, aktiva där kulturer överlappar och att deras högsta etiska mål är att främja långsiktigt tvärkulturellt samarbete. På senare år har han intresserat sig för konceptet inkulturation, där han ser översättning som ett sätt för minoritetskulturer att absorberas av större kulturella system och sedan modifiera de större systemen.
Pyms idéer har kontrasterats mot den amerikanske översättningsteoretikern Lawrence Venuti av den finska  översättningsvetaren Kaisa Koskinen, och hans kritik av Venuti har kommenterats av Jeremy Munday  och Mary Snell-Hornby.